# Gran Premio motociclistico d'Argentina 1963
Il Gran Premio motociclistico d'Argentina fu il penultimo appuntamento del motomondiale 1963.
Si svolse il 6 ottobre 1963 presso il circuito di Buenos Aires. Quattro le classi in programma: 50, 125, 250 e 500.
Come già nelle due edizioni precedenti il numero di piloti abituali del mondiale che eseguirono la trasferta in Sudamerica non fu molto nutrito, in particolare per quelle classi in cui tutto era già deciso per il titolo iridato.
Le uniche squadre che effettuarono la trasferta furono Honda, Kreidler, Morini e Suzuki che avevano i piloti ancora in lotta per i titoli della classe 50 e della 250.
Le singole vittorie furono di Mike Hailwood su MV Agusta in 500, di Tarquinio Provini su Morini in 250, di Jim Redman su Honda in 125 e di Hugh Anderson su Suzuki in 50. Con i risultati ottenuti nessuno dei titoli ancora da assegnare trovò una destinazione e si dovrà aspettare la gara successiva in Giappone per conoscere i piloti iridati.
Fu questa del 1963 anche l'ultima edizione del GP d'Argentina per parecchi anni a venire; pur essendo nel calendario iniziale, già nel 1964 non venne effettuato e tornò solo nel 1981.

## Classe 500
Furono solo 9 i piloti presenti al via e di questi solo 7 vennero classificati al termine della prova.

### Arrivati al traguardo
| Pos. | Pilota               | Moto      | Tempo      | Punti |
| ---- | -------------------- | --------- | ---------- | ----- |
| 1    | Mike Hailwood        | MV Agusta | 1h 03:45.9 | 8     |
| 2    | Jorge Kissling       | Norton    | +1 giro    | 6     |
| 3    | Benedicto Caldarella | Matchless | +1 giro    | 4     |
| 4    | Victorio Minguzzi    | Matchless | +1 giro    | 3     |
| 5    | Raúl Villaveiran     | Norton    | +1 giro    | 2     |
| 6    | Horacio Costa        | Norton    | +1 giro    | 1     |
| 7    | Juan Carlos Perkins  | Norton    |            |       |

### Ritirati
| Pilota            | Moto      | Motivo ritiro |
| ----------------- | --------- | ------------- |
| Alan Shepherd     | Matchless |               |
| Tarquinio Provini | Morini    |               |

## Classe 250

### Arrivati al traguardo (posizioni a punti)
| Pos. | Pilota            | Moto    | Tempo     | Punti |
| ---- | ----------------- | ------- | --------- | ----- |
| 1    | Tarquinio Provini | Morini  | 59'14"400 | 8     |
| 2    | Jim Redman        | Honda   |           | 6     |
| 3    | Umberto Masetti   | Morini  |           | 4     |
| 4    | Raúl Kissling     | NSU     |           | 3     |
| 5    | Ivan Schumann     | NSU     |           | 2     |
| 6    | Carlos Marfetan   | Parilla |           | 1     |

## Classe 125

### Arrivati al traguardo (posizioni a punti)
| Pos. | Pilota               | Moto    | Tempo     | Punti |
| ---- | -------------------- | ------- | --------- | ----- |
| 1    | Jim Redman           | Honda   | 54'56"800 | 8     |
| 2    | Héctor Pochettino    | Bultaco |           | 6     |
| 3    | Aldo Caldarella      | Bultaco |           | 4     |
| 4    | Alberto Gómez        | Zanella |           | 3     |
| 5    | Juan Carlos Salatino | Zanella |           | 2     |
| 6    | Horacio Maffia       | Ducati  |           | 1     |

## Classe 50
Hans-Georg Anscheidt si infortunò durante le prove e non poté partecipare alla gara, lasciando ancora aperta la lotta per il titolo.

### Arrivati al traguardo (posizioni a punti)
| Pos. | Pilota             | Moto     | Tempo | Punti |
| ---- | ------------------ | -------- | ----- | ----- |
| 1    | Hugh Anderson      | Suzuki   |       | 8     |
| 2    | Ernst Degner       | Suzuki   |       | 6     |
| 3    | Alberto Pagani     | Kreidler |       | 4     |
| 4    | Raúl Kissling      | Kreidler |       | 3     |
| 5    | Karaber Samardjian | Suzuki   |       | 2     |
| 6    | Gastón Biscia      | Suzuki   |       | 1     |